# Noi inclusivo ed esclusivo

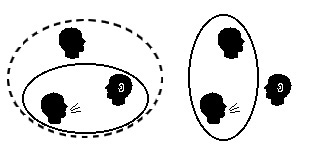
Il noi inclusivo (sinistra) e il noi esclusivo (destra)

Per noi inclusivo ed esclusivo si intendono due persone grammaticali distinte, allo scopo di includere o escludere chi sta ascoltando.

## Ambiguità della parolanoi
Si consideri la seguente coppia di enunciati; nel primo, l'interlocutore è incluso, nel secondo resta invece escluso:
- Oggi andiamo al cinema, ti va? O preferisci il teatro?
- Oggi andiamo al cinema mentre tu lavori.

Nella lingua italiana entrambe le forme sono espresse da un'unica persona grammaticale, la prima plurale (noi e le forme coniugate ad essa legata). In genere, spesso il significato inteso è comprensibile in maniera chiara dal contesto, come è evidente nella coppia di esempi proposti. In alcuni casi, però, visto che noi può essere usato sia in senso inclusivo che esclusivo, in lingue come l'italiano si possono produrre equivoci o volute ambiguità.
Per i due significati della parola noi, parecchie altre lingue dispongono di due forme differenti.

## Esempi
Al contrario dell'italiano, la differenziazione trova un aspetto grammaticale in diverse lingue.
- Ad esempio, nella lingua vietnamita si distingue tra il noi che include chi ascolta e quello che invece lo esclude, esprimendoli tramite due persone grammaticali diverse: si avrà dunque la forma inclusiva chúng ta e la forma esclusiva chúng tôi.
- Nella lingua cinese, la parola zánmen 咱们 è inclusiva, mentre il pronome wǒmen 我们 si riferisce o al gruppo di persone cui appartiene il locutore (uso esclusivo) oppure comprende l'interlocutore (esclusivo); la seconda parola risulta dunque ambigua come in italiano.[2]
- Nella lingua quechua i pronomi ñuqanchik e ñuqayku indicano rispettivamente il noi nella forma inclusiva ed esclusiva.
- In tupi antico il termine îandé (noi inclusivo) si contrappone a oré (noi esclusivo).[3] La medesima opposizione si conserva nelle lingue discendenti come, ad esempio, il guaraní, in cui si hanno ñande (noi inclusivo) e ore (noi esclusivo).
- In lingua tagalog il "noi" inclusivo si esprime con tayo, mentre il "noi" esclusivo con kami.

Della differenziazione tra la forma inclusiva e quella esclusiva si hanno esempi, inoltre:
- nella lingua cebuana (della famiglia delle lingue austronesiane)
- nella lingua indonesiana
- nella lingua quechua
- in alcune lingue bantu
- nelle lingue dravidiche
- nel mandarino standard
- nella lingua singalese
- nella lingua guaraní
- nelle lingue mixteche.

Si tratta spesso di lingue che, all'interno della categoria grammaticale del numero, annoverano il duale, più o meno sconosciuto alla grammatica italiana.
La distinzione tra noi esclusivo ed inclusivo, detta inclusività o clusività, non è grammaticalizzata nelle lingue romanze, per cui, in caso di necessità, spesso si ricorrerà a mezzi lessicali o a particolari espedienti (noialtri, tu e io).